# Símbols de l'esperanto

Verda stelo (estrella verda)

Jubilea simbolo (Símbol de jubileu)

Des del principi de l'esperanto el color verd s'ha usat com a reconeixement mutu i apareix en tots els símbols de l'esperanto.
La Verda Stelo (Estrella verda) fou proposada per primera vegada el 1892 en un article de La Esperantisto com a símbol d'identificació entre esperantistes.
En una carta al The British Esperantist el 1911, L.L. Zamenhof, el creador de l'esperanto, va escriure: "Crec que em va cridar l'atenció el color verd gràcies a R. H. Geoghegan i des d'aleshores comencí a publicar tots els meus treballs en portades verdes... en veure un dels pamflets que havia imprés per casualitat amb una portada tota verda. Ell deia que aquest era el color de la seua terra natal Irlanda; en eixe moment vaig pensar que podríem veure aquest color com un símbol d'esperança. Sobre l'estrella de cinc puntes, crec recordar que L. de Beaufront la tenia impresa a la seua gramàtica [d'esperanto]. Em va agradar i la vaig adoptar com a símbol. Més tard, per associació d'idees, l'estrella va aparèixer de color verd.”
Alguns parlants  d'esperanto consideren que la bandera tradicional és massa nacionalista per a un idioma universal, moltes organitzacions ja no recomanen el seu ús, en compte d'aquest usen el jubilea simbolo (símbol de jubileu, dos E verdes encarades- o mirat d'altra manera una E en l'alfabet llatí davant una Э de l'alfabet ciríl·lic, la primera lletra de "Эсперанто", el nom en rus de l'esperanto- en un fons blanc). Aquest símbol el creà el 1987 un esperantista brasiler per a representar el centenari de la creació de l'esperanto. Per altra banda, aquest nou símbol s'anomena despectivament la melono (el meló).
Així i tot,la majoria dels esperantistes continuen utilitzant la verda stelo com un símbol de solidaritat internacional o supranacional, i consideren que la tria d'un símbol respecte a l'altre és personal. A la majoria dels congressos d'esperanto els tres símbols principals es poden veure als cartells o s'usen com a insígnies. De vegades, els viatges de l'Esperanto mostren les banderes portant un d'aquests o roba verda per a reconéixer’s entre ells.

## Disseny i dimensions
La bandera d'esperanto està formada per un fons verd amb un quadrat blanc al quarter superior esquerre, dins del qual hi ha una estrella verda. El fons verd simbolitza l'esperança, el blanc la pau i la neutralitat, l'estrella de cinc puntes representa els cinc continents (Europa, Amèrica, Àsia, Oceania i Àfrica). La bandera fou creada pel club d'esperanto de Boulogne-sur-mer, en un principi per al seu ús propi, però més tard s'adoptà com la bandera mundial del moviment esperantista per decisió en el Primer Congrés Universal d'Esperanto, que fou el 1905 en eixe municipi.
Per recomanació del consell de l'Associació Mundial d'Esperanto, la bandera deu tindre les següents proporcions: La proporció de l'amplada de la bandera i l'altura fins a un dels costats del rectangle blanc ha de ser 3x2x1. La proporció d'un dels costats del quadrat blanc fins al centre del cercle que envolta l'estrella ha de ser de 10x3,5.

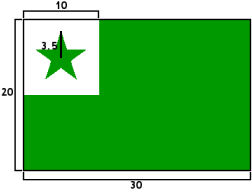
Plantilla de construcció de la bandera.

### Colors
| Model de color | Verd         | Blanc         |
| -------------- | ------------ | ------------- |
| CMYK           | 100-0-100-40 | 0-0-0-0       |
| RGB            | 0, 153, 0    | 255, 255, 255 |
| HTML           | #009900      | #FFFFFF       |

Els models CMYK i RGB s'han extret a patir de les aproximacions dels codis HTML.

## Variants de la bandera
El 1905, els representants de la primera conferència d'esperantistes a Boulogne-sur-Mer aprovaren per unanimitat una versió que diferia de la moderna solament per tindre una E sobre l'estrella verda. Altres variants inclouen per als esperantistes cristians una creu cristiana blanca sobre l'estrella i per als d'esquerres, canvien el color del fons verd per roig.

## Aparicions
El 15 de desembre de 2009 la bandera d'esperanto onejava en el logo de la pàgina de recerca de Google per a senyalar el 150è aniversari de Zamenhof. La bandera era la L del logo de l'empresa.

## Influència
Un hipòtesi diu que l'estrella roja com a símbol del socialisme està relacionada amb un presumpte encontre entre Lev Trotski i Nikolai Krylenko. Krylenko, que era esperantista, portava un pin amb una estrella verda; Trotsky va preguntar pel seu significat i va rebre l'explicació que cada punta representava un dels cinc continents. En escoltar açò digué que els soldats de l'Exèrcit Roig usaria una estrella roja similar.